# Championnat de Pologne de football 2019-2020
Navigation
Ekstraklasa 2018-2019 Ekstraklasa 2020-2021
La saison 2019-2020 du championnat de Pologne de football est la 94e saison de l'histoire de la compétition, la 86e sous l'appellation « Ekstraklasa ». Le premier championnat dans la hiérarchie du football polonais oppose seize clubs en deux séries de trente et sept rencontres, disputées pour la première selon le système aller-retour où les différentes équipes s'affrontent une fois par phase et pour la seconde en matches simples, chaque équipe affrontant une seule fois les autres clubs présents dans son groupe. La saison commence le 19 juillet 2019 et prend fin le 19 juillet 2020 après une interruption de mars à mai en raison de la pandémie de Covid-19.
Les trois premières places de ce championnat sont qualificatives pour les compétitions européennes que sont la Ligue des champions et la Ligue Europa. Une quatrième place est attribuée au vainqueur de la coupe nationale.
Le Raków Częstochowa et le LKS Lodź sont les deux clubs promus cette saison. Le premier réintègre l'élite après 21 saisons d'absence le deuxième après 7.
La saison commence le 19 juillet 2019 et se terminera le 19 juillet 2020 (les dates sont annoncées le 3 juin 2019 et revues le 13 mai 2020 en raison de la pandémie de Covid-19),,. Après la 20e journée, le championnat connaît une trêve hivernale du 23 décembre 2019 au 8 février 2020. Le championnat est ensuite arrêté après la 26e journée le 13 mars 2020 et ne reprend que le 29 mai 2020,,,,.
Le Legia Varsovie remporte son 14e titre au cours des playoffs.

## Clubs participants
| \| Arka Gdynia KS Cracovie Jagiellonia Kielce Lech Gdańsk Varsovie Piast Szczecin Wrocław Wisła Cracovie Płock Zagłębie Górnik Częstochowa Lodz \| Localisation des clubs concernés. |
| Arka Gdynia KS Cracovie Jagiellonia Kielce Lech Gdańsk Varsovie Piast Szczecin Wrocław Wisła Cracovie Płock Zagłębie Górnik Częstochowa Lodz                                         |

Seize clubs ont obtenu sportivement leur présence dans la compétition, après les éditions 2018-2019 du championnat de Pologne de première et deuxième division. 
| Équipe                | Dernière montée | Classement 2018-2019 | Entraîneur          | Stade                          | Capacité |
| --------------------- | --------------- | -------------------- | ------------------- | ------------------------------ | -------- |
| Piast Gliwice         | 2012            | 1er                  | Waldemar Fornalik   | Stade municipal                | 10 037   |
| Legia Varsovie        | 1948            | 2e                   | Aleksandar Vuković  | Stade du maréchal J. Piłsudski | 31 103   |
| Lechia Gdańsk         | 2008            | 3e                   | Piotr Stokowiec     | Stade Energa                   | 42 105   |
| Cracovia              | 2013            | 4e                   | Michał Probierz     | Stade Józef-Piłsudski          | 15 016   |
| Jagiellonia Białystok | 2007            | 5e                   | Ivaylo Petev        | Stade municipal                | 22 386   |
| Zagłębie Lubin        | 2015            | 6e                   | Martin Ševela       | Stade du Zagłębie Lubin        | 16 076   |
| Pogoń Szczecin        | 2012            | 7e                   | Kosta Runjaić       | Stade municipal                | 18 027   |
| Lech Poznań           | 2002            | 8e                   | Dariusz Żuraw       | Stade municipal                | 41 609   |
| Wisła Cracovie        | 1995            | 9e                   | Artur Skowronek     | Stade Henryk-Reyman            | 33 326   |
| Korona Kielce         | 2009            | 10e                  | Mirosław Smyła      | Suzuki Arena                   | 15 500   |
| Górnik Zabrze         | 2017            | 11e                  | Marcin Brosz        | Stade Ernest-Pohl              | 24 413   |
| Śląsk Wrocław         | 2008            | 12e                  | Vítězslav Lavička   | Stade municipal                | 42 771   |
| Arka Gdynia           | 2016            | 13e                  | Aleksandar Rogić    | Stade municipal                | 15 139   |
| Wisła Płock           | 2016            | 14e                  | Radosław Sobolewski | Stade Kazimierz Górski         | 10 978   |
| Raków Częstochowa     | 2019            | 1er (D2)             | Marek Papszun       | Stade du GKS Bełchatów         | 5 264    |
| LKS Lodź              | 2019            | 2e (D2)              | Kazimierz Moskal    | Stade municipal                | 5 700    |

Légende :
- Qualifié pour le premier tour de qualification de la Ligue des champions 2019-2020.
- Qualifié pour le deuxième tour de qualification de la Ligue Europa 2019-2020.
- Qualifié pour le premier tour de qualification de la Ligue Europa 2019-2020.
- Promu de I liga.

## Compétition

### Première phase

#### Règlement
Calcul des points s’opère de manière classique en Europe : 3 points pour une victoire ; 1 point pour un match nul et 0 point pour une défaite.
En cas d'égalité de points, les critères suivants sont appliqués :
1. Points particuliers[Note 1] ;
2. Différence de buts particulière ;
3. Buts inscrits particuliers ;
4. Différence de buts générale ;
5. Nombre de buts marqués ;
6. Classement du fair-play.

#### Classement de la première phase
| Rang | Équipe                | Pts | J  | G  | N  | P  | Bp | Bc | Diff |
| ---- | --------------------- | --- | -- | -- | -- | -- | -- | -- | ---- |
| 1    | Legia Varsovie        | 60  | 30 | 19 | 3  | 8  | 63 | 30 | +33  |
| 2    | Piast Gliwice T       | 53  | 30 | 16 | 5  | 9  | 36 | 26 | +10  |
| 3    | Śląsk Wrocław         | 49  | 30 | 13 | 10 | 7  | 42 | 33 | +9   |
| 4    | Lech Poznań           | 49  | 30 | 13 | 10 | 7  | 55 | 29 | +26  |
| 5    | Cracovia              | 46  | 30 | 14 | 4  | 12 | 39 | 29 | +10  |
| 6    | Pogoń Szczecin        | 45  | 30 | 12 | 9  | 9  | 29 | 31 | -2   |
| 7    | Jagiellonia Białystok | 44  | 30 | 12 | 8  | 10 | 41 | 39 | +2   |
| 8    | Lechia Gdańsk         | 43  | 30 | 11 | 10 | 9  | 40 | 42 | -2   |
| 9    | Górnik Zabrze         | 41  | 30 | 10 | 11 | 9  | 39 | 38 | +1   |
| 10   | Raków Częstochowa P   | 41  | 30 | 12 | 5  | 13 | 38 | 43 | -5   |
| 11   | Zagłębie Lubin        | 38  | 30 | 10 | 8  | 12 | 49 | 46 | +3   |
| 12   | Wisła Płock           | 38  | 30 | 10 | 8  | 12 | 37 | 50 | -13  |
| 13   | Wisła Cracovie        | 35  | 30 | 10 | 5  | 15 | 37 | 47 | -10  |
| 14   | Korona Kielce         | 30  | 30 | 8  | 6  | 16 | 21 | 37 | -16  |
| 15   | Arka Gdynia           | 29  | 30 | 7  | 8  | 15 | 28 | 47 | -19  |
| 16   | LKS Lodź P            | 21  | 30 | 5  | 6  | 19 | 26 | 53 | -27  |

Qualifications
- 1er au 8e : qualification pour les barrages de championnat
- 9e au 14e : qualification pour les barrages de relégation

Abréviations
- T : Tenant du titre
- C : Vainqueur de la Coupe de Pologne 2019-2020
- P : Promus de deuxième division

### Deuxième phase

#### Règlement
Le règlement reste majoritairement le même que lors de la première phase, le principal changement étant que le nombre de points obtenus lors de la première phase est à présent le principal critère de départage entre deux équipes à égalité. De plus les points obtenus par chaque équipe à l'issue de la première phase sont divisés par deux, arrondis à l'unité supérieure en cas de points impairs, à l'entrée de la deuxième phase.

#### Barrages de championnat

##### Classement
| Rang | Équipe                | Pts | J  | G  | N  | P  | Bp | Bc | Diff |
| ---- | --------------------- | --- | -- | -- | -- | -- | -- | -- | ---- |
| 1    | Legia Varsovie        | 69  | 37 | 21 | 6  | 10 | 70 | 35 | +35  |
| 2    | Lech Poznań           | 66  | 37 | 18 | 12 | 7  | 70 | 35 | +35  |
| 3    | Piast Gliwice         | 61  | 37 | 18 | 7  | 12 | 41 | 32 | +9   |
| 4    | Lechia Gdańsk         | 56  | 37 | 15 | 11 | 11 | 48 | 50 | -2   |
| 5    | Śląsk Wrocław         | 54  | 37 | 14 | 12 | 11 | 51 | 46 | +5   |
| 6    | Pogoń Szczecin        | 54  | 37 | 14 | 12 | 11 | 37 | 39 | -2   |
| 7    | Cracovia C            | 53  | 37 | 16 | 5  | 16 | 49 | 40 | +9   |
| 8    | Jagiellonia Białystok | 52  | 37 | 14 | 10 | 13 | 48 | 51 | -3   |

Qualifications
- 1er : qualification pour le premier tour de qualification de la Ligue des champions 2020-2021
- C, 2e et 3e : qualification pour le premier tour de qualification de la Ligue Europa 2020-2021

Abréviations
- T : Tenant du titre
- C : Vainqueur de la Coupe de Pologne 2019-2020
- P : Promus de deuxième division

#### Barrages de relégation

##### Classement
| Rang | Équipe              | Pts | J  | G  | N  | P  | Bp | Bc | Diff |
| ---- | ------------------- | --- | -- | -- | -- | -- | -- | -- | ---- |
| 9    | Górnik Zabrze       | 53  | 37 | 14 | 11 | 12 | 51 | 47 | +4   |
| 10   | Raków Częstochowa P | 53  | 37 | 16 | 5  | 16 | 51 | 56 | -5   |
| 11   | Zagłębie Lubin      | 53  | 37 | 15 | 8  | 14 | 61 | 53 | +8   |
| 12   | Wisła Płock         | 51  | 37 | 14 | 9  | 14 | 45 | 54 | -9   |
| 13   | Wisła Cracovie      | 45  | 37 | 13 | 6  | 18 | 44 | 56 | -12  |
| 14   | Arka Gdynia         | 40  | 37 | 10 | 10 | 17 | 39 | 57 | -18  |
| 15   | Korona Kielce       | 35  | 37 | 9  | 8  | 20 | 29 | 48 | -19  |
| 16   | ŁKS Łódź P          | 24  | 37 | 6  | 6  | 25 | 33 | 68 | -35  |

Qualifications
- Relégation en deuxième division

## Bilan de la saison
| Championnat de Pologne de football 2019-2020                        |                            |
| Champion                                                            | Legia Varsovie (14e titre) |
| Coupes et trophées                                                  |                            |
| Vainqueur de la Coupe de Pologne 2019-2020                          | Cracovia                   |
| Qualifications continentales                                        |                            |
| Ligue des champions de l'UEFA 2020-2021                             | Legia Varsovie             |
| Ligue Europa 2020-2021                                              | Lech Poznań                |
| Ligue Europa 2020-2021                                              | Piast Gliwice              |
| Ligue Europa 2020-2021                                              | Cracovia                   |
| Promotions et relégations                                           |                            |
| Promus en Championnat de Pologne de football                        | Podbeskidzie Bielsko-Biała |
| Promus en Championnat de Pologne de football                        | Stal Mielec                |
| Promus en Championnat de Pologne de football                        | Warta Poznań               |
| Relégués en Championnat de Pologne de football de deuxième division | Arka Gdynia                |
| Relégués en Championnat de Pologne de football de deuxième division | Korona Kielce              |
| Relégués en Championnat de Pologne de football de deuxième division | LKS Lodź                   |